# Anne Green (Trưởng đảo)
Anne Green (sinh năm 1952) là một giáo viên, chính trị gia và là một quản trị viên công cộng từ Tristan da Cunha, một hòn đảo xa xôi ở phía nam Đại Tây Dương, một phần của lãnh thổ hải ngoại của Anh là Saint Helena, Ascension và Tristan da Cunha. Bà là người phụ nữ đầu tiên được bầu làm Trưởng đảo (phục vụ trong hai lần nhiệm kỳ) và cũng là người phụ nữ đầu tiên làm Quyền quản trị của hòn đảo.

## Nghề nghiệp
Anne Green sinh năm 1952 và kết hôn với Joseph Green (sinh năm 1947); trong sự nghiệp chuyên nghiệp của mình, bà là một giáo viên và nghiêncu71u trên đảo Tristan da Cunha, đỉnh cao là khi bà là người được bổ nhiệm làm Hiệu trưởng tại Trường St Mary. Trong lĩnh vực chính trị của hòn đảo, Green đã từng được bầu làm Trưởng đảo cho Tristan da Cunha hai lần, từ năm 1988 đến 1991 và một lần nữa từ năm 2003 đến 2007; bà là người phụ nữ đầu tiên giữ chức vụ đó khi được bầu vào năm 1988; năm 2003, bà kế vị anh trai mình, James Glass. Bà cũng trở thành người phụ nữ đầu tiên làm Quản trị viên của hòn đảo, khi bà làm với vai trò như vậy trong khả năng tạm thời khi Quản trị viên nghỉ phép vào nhiều thời điểm từ 2003 đến 2007  Cùng với anh trai James Glass, Green đã viết một cuốn sách, Hướng dẫn ngắn về Tristan da Cunha, được xuất bản năm 2003.